# Бета-адреномиметики
Бе́та-адреномиме́тики, также бе́та-адреностимуля́торы, бе́та-агони́сты, β-адреностимуля́торы, β-агони́сты, — биологические или синтетические вещества, вызывающие стимуляцию β-адренергических рецепторов и оказывающие значительное влияние на основные функции организма. В зависимости от способности связываться с разными подтипами β-рецепторов выделяют β1- и β2-адреномиметики.

## Физиологическая роль β-адренорецепторов
Адренорецепторы в организме делятся на 4 подтипа: α1, α2, β1 и β2 и являются мишенью трёх синтезируемых в организме биологических активных веществ: адреналина, норадреналина и дофамина. Каждая из этих молекул влияет на разные подтипы адренергических рецепторов. Адреналин — универсальный адреномиметик. Он стимулирует все 4 подтипа адренорецепторов. Норадреналин — только 3 — α1, α2 и β1. Дофамин — только 1 — β1-адренорецепторы. Помимо них он также стимулирует собственные дофаминергические рецепторы.
β-адренорецепторы относятся к цАМФ-зависимым рецепторам. Когда они связываются с β-агонистом, происходит активация через G-белок (ГТФ-связывающий белок) аденилатциклазы, которая превращает АТФ в циклический АМФ (цАМФ). Это влечет за собой множество физиологических эффектов.
β-адренорецепторы находятся во многих внутренних органах. Их стимуляция приводит к изменению гомеостаза как отдельных органов и систем, так и организма в целом.
β1-адренорецепторы расположены в сердце, жировой ткани и ренинсекретирующих клетках юкстагломерулярного аппарата нефронов почек. При их возбуждении происходит усиление и учащение сокращений сердца, облегчение атриовентрикулярной проводимости, повышение автоматизма сердечной мышцы. В жировой ткани происходит липолиз триглицеридов, что приводит к повышению свободных жирных кислот в крови. В почках стимулируется синтез ренина и повышается его секреция в кровь, что приводит к выработке ангиотензина II, повышению тонуса сосудов и артериального давления.
β2-адренорецепторы находятся в бронхах, скелетных мышцах, матке, сердце, сосудах, ЦНС и других органах. Стимуляция их приводит к расширению бронхов  и улучшению бронхиальной проходимости, гликогенолизу в скелетных мышцах и повышению силы мышечного сокращения (а в больших дозах — к тремору), гликогенолизу в печени и увеличению содержания глюкозы в крови, снижению тонуса матки, что повышает вынашивание беременности. В сердце возбуждение β2-адренорецепторов приводит к учащению сокращений и тахикардии. Подобное очень часто наблюдается при вдыхании β2-адреномиметиков в виде дозированных аэрозолей для снятия приступа удушья при бронхиальной астме. В сосудах β2-адренорецепторы ответственны за расслабление тонуса и снижение артериального давления. При стимуляции β2-адренорецепторов в ЦНС возникает возбуждение и тремор.
β3-адренорецепторы

## Классификация бета-адреномиметиков
Неселективные β1, β2-адреномиметики: изопреналин и орципреналин применялись для лечения бронхиальной астмы, синдрома слабости синусового узла и нарушениях сердечной проводимости. Сейчас они практически не используются из-за большого числа побочных эффектов (сосудистый коллапс, аритмии, гипергликемия, возбуждение ЦНС, тремор) и потому, что появились селективные β1- и β2-адреномиметики.

### Селективные β1-адреномиметики
К ним относят дофамин и добутамин. 

### Селективные β2-адреномиметики
Разделяются на 2 группы: 
Короткого действия (SABA): фенотерол, сальбутамол, тербуталин, гексопреналин и кленбутерол. 
Длительного действия (LABA): сальметерол, формотерол, индакатерол.

### Частичные агонисты β-адренорецепторов
Промежуточное место между бета-адреномиметиками и бета-адреноблокаторами занимают так называемые частичные агонисты β-адренорецепторов (бета-адреноблокаторы с внутренней симпатомиметической активностью) с величиной истинной активности, находящейся в промежутке между 1 (активность агонистов) и 0 (активность антагонистов). Они обладают слабым стимулирующим влиянием на β-адренорецепторы, во много раз меньшим, чем обычные агонисты. Назначаются при ИБС или аритмиях в сочетании с обструктивными заболеваниями лёгких, так как у частичных агонистов β-адренорецепторов меньше способность вызвать бронхоспазм.
К неселективным β-блокаторам с внутренней симпатомиметической активностью относятся окспренолол, пиндолол и альпренолол.
К кардиоселективным β1-блокаторам причисляют талинолол, ацебутолол и целипролол.

## Применение бета-адреномиметиков в медицине
Неселективные β1-, β2-адреномиметики изопреналин и орципреналин применяются коротким курсом для улучшения атриовентрикулярной проводимости и учащения ритма при брадикардиях.
β1-адреномиметики: дофамин и добутамин оказывают положительный инотропный эффект. Имеют ограниченное применение и назначаются кратковременно при острой сердечной недостаточности, связанной с инфарктом миокарда, миокардитами. Иногда их применяют при обострении хронической сердечной недостаточности при декомпенсированных пороках сердца и ИБС. Длительное назначение этой группы препаратов приводит к повышению смертности.
β2-адреномиметики короткого действия, такие как фенотерол, сальбутамол и тербуталин, применяют в виде дозированных аэрозолей для купирования приступа удушья при бронхиальной астме, хронической обструктивной болезни лёгких (ХОБЛ) и других бронхообструктивных синдромах. Внутривенно фенотерол и тербуталин применяют для снижения родовой деятельности и при угрозе выкидыша.
β2-адреномиметики длительного действия: сальметерол используется для профилактики, а формотерол и для профилактики, и для купирования бронхоспазма при бронхиальной астме и ХОБЛ в виде дозированных аэрозолей. Они часто комбинируются в одном аэрозоле с ингаляционными глюкокортикостероидами для лечения астмы и ХОБЛ.

## Побочные эффекты бета-адреномиметиков
При применении ингаляционных бета-адреномиметиков наиболее часто встречаются тахикардия и тремор. Иногда — гипергликемия, возбуждение ЦНС, повышение артериального давления. При парентеральном применении все эти явления имеют более выраженный характер.
Метаанализ 2006 года показал, что бета-адреномиметики длительного действия (в частности, сальметерол) увеличивают количество смертей, связанных с астмой. Абсолютный риск смерти при этом невелик: один на 1000 пациентов за год применения, но, поскольку сальметерол являлся одним из самых назначаемых препаратов в мире, его применение в одних только Соединённых Штатах приводило к 4000—5000 дополнительных смертей в год, связанных с астмой.
В 2010 году в FDA поступили предупреждения о риске при приёме бета-адреномиметиков длительного действия тяжёлых обострений симптомов астмы, приводящих к госпитализации и повышенной смертности.

## Передозировка
Характеризуется падением артериального давления, аритмиями, снижением фракции выброса, спутанностью сознания и др.
Лечение — применение бета-блокаторов, антиаритмических средств и др.

## Интересные факты
Применение β2-адреномиметиков у здоровых людей на время повышает устойчивость к физической нагрузке, так как они «держат» бронхи в расширенном состоянии и способствуют скорейшему «открытию второго дыхания». Нередко этим пользовались профессиональные спортсмены, в частности велосипедисты. В краткосрочном периоде β2-адреномиметики действительно повышают толерантность к физическим нагрузкам. Однако их бесконтрольное употребление, как и любого допинга, может оказать непоправимый вред здоровью. К β2-адреномиметикам развивается привыкание (чтобы «держать раскрытыми» бронхи, приходится постоянно повышать дозу). Повышение дозы приводит к аритмиям и риску остановки сердца.